# Gansito
Gansito és el nom comercial d'un petit pastís d'origen mexicà farcit de crema, melmelada de maduixa i amb cobertura de xocolata. Va ser creat en 1957 per Marinela, la divisió de productes de pastisseria de la l'empresa panificadora Bimbo.
Gansito va ser un dels tres primers productes que Bimbo va treure a la venda. Aquest pastisset en especial es comercialitza en alguns països més que qualsevol altre dels productes de Bimbo, ja sigui el pa de motlle, les barres de cereals, panqués, galetes i pastissos diversos. Es ven en porcions individuals de 50 grams i té 197 calories i 3,6 grams de proteïnes.